# Michal Schlegel
Michal Schlegel (* 31. května 1995) je český profesionální silniční cyklista jezdící za UCI ProTeam Caja Rural–Seguros RGA.

## Kariéra

### Začátky
V roce 2015 Schlegel získal sedmé místo v silničním závodu do 23 let na mistrovství světa, když cílovou pásku proťal se ztrátou 7 sekund na vítězného Kévina Ledanoise. V roce 2016 získal celkové osmé místo a stal nejlepším mladým jezdcem na etapovém závodu Czech Cycling Tour. Na Tour de l'Avenir, jednom z nejvýznamnějších etapových závodů určených pro závodníky do 23 let, pak získal také celkové osmé místo.

### CCC–Sprandi–Polkowice (2017–2018)
V říjnu 2016 Schlegel podepsal kontrakt s týmem CCC–Sprandi–Polkowice na následující 2 sezóny.
V květnu 2017 byl jmenován na startovní listině Gira d'Italia 2017. Závod absolvoval jako domestik Jana Hirta a do cíle v Milánu dojel na celkovém 45. místě. O pár dní později poté absolvoval etapový závod Grand Prix Priessnitz spa, určený pro závodníky do 23 let, a získal celkové třetí místo za Bjorgem Lambrechtem a Niklasem Egem, díky čemuž vyhrál soutěž českých závodníků. V srpnu si na Tour de l'Avenir Schlegel připsal celkové šesté místo, čímž vylepšil své maximum z předchozího ročníku.
V dubnu 2018 Schlegel získal celkové patnácté místo na závodu Tour of the Alps poté, co ve třetí etapě získal desáté místo. Zbytek sezóny se mu však kromě celkového patnáctého místa na závodu Kolem Slovinska nepovedl a se závoděním musel skončit předčasně v srpnu kvůli zlomenině klíční kosti, kterou si způsobil pádem na Tour de Pologne.

### Elkov–Author (2019–2021)
V listopadu 2018 Schlegel podepsal smlouvu s českým UCI Continental týmem Elkov–Author pro sezónu 2019.
V sezóně 2021 se Schlegelovi dařilo. Nejprve celkově vyhrál závod Tour of Małopolska, kde vyhrál i první etapu, a o pár dní později si připsal další triumf, když na závodu Oberösterreich Rundfahrt vyhrál druhou etapu. Závod dokončil na celkovém třetím místě a jako vítěz bodovací soutěže. I díky těmto úspěchům byl nominován do silničního závodu na letních olympijských hrách společně se Zdeňkem Štybarem a Michaelem Kukrlem. Na začátku července pak získal celkové třetí místo na Sibiu Cycling Tour, kde byl poražen pouze Giovannim Aleottim a Fabiem Aruem. Dalším závodem sezóny měl být silniční závod na letních olympijských hrách] v Tokiu, ale z účasti ho vyřadil pozitivní test na covid-19, kvůli němuž byl zavřen do karantény a dějiště her opustil o týden později, než plánoval.

### Caja Rural–Seguros RGA (2022–)
V září 2021 Schlegel podepsal dvouletý kontrakt se španělským týmem Caja Rural–Seguros RGA od sezóny 2022.

## Hlavní výsledky
2013
Národní šampionát
 vítěz časovky juniorů
2014
Národní šampionát
2. místo časovka do 23 let
4. místo Grand Prix Královéhradeckého kraje
2015
Troféu Joaquim Agostinho
 vítěz soutěže mladých jezdců
Národní šampionát
3. místo časovka do 23 let
East Bohemia Tour
3. místo celkově
 vítěz soutěže mladých jezdců
Czech Cycling Tour
6. místo celkově
 vítěz soutěže mladých jezdců
Mistrovství světa
7. místo silniční závod do 23 let
Giro della Valle d'Aosta
10. místo celkově
2016
Národní šampionát
 vítěz silničního závodu do 23 let
 vítěz časovky do 23 let
2. místo Gran Premio Palio del Recioto
Tour de l'Avenir
8. místo celkově
Czech Cycling Tour
8. místo celkově
 vítěz soutěže mladých jezdců
2017
Grand Prix Priessnitz spa
3. místo celkově
Tour de l'Avenir
6. místo celkově
Kolem Chorvatska
7. místo celkově
 vítěz soutěže mladých jezdců
Czech Cycling Tour
9. místo celkově
 vítěz soutěže mladých jezdců
2018
6. místo GP Hungary
2019
Tour Alsace
2. místo celkově
vítěz 3. etapy
Národní šampionát
4. místo silniční závod
4. místo časovka
Istrian Spring Trophy
6. místo celkově
Sibiu Cycling Tour
6. místo celkově
Tour of Bihor
8. místo celkové
2021
Tour of Małopolska
 celkový vítěz
vítěz 1. etapy
vítěz GP Hungary
Sibiu Cycling Tour
3. místo celkově
Oberösterreich Rundfahrt
3. místo celkově
 vítěz bodovací soutěže
vítěz 2. etapy
3. místo GP Slovenia
2023
Troféu Joaquim Agostinho
4. místo celkově
Vuelta a España
 cena bojovnosti po 19. etapě

### Výsledky na Grand Tours
| Grand Tour      | 2017 | 2018 | 2019 | 2020 | 2021 | 2022 | 2023 |
| --------------- | ---- | ---- | ---- | ---- | ---- | ---- | ---- |
| Giro d'Italia   | 45   | —    | —    | —    | —    | —    | —    |
| Tour de France  | —    | —    | —    | —    | —    | —    | —    |
| Vuelta a España | —    | —    | —    | —    | —    | —    | 114  |

| —   | Nezúčastnil se |
| DNF | Nedokončil     |